# Upravna delitev Slovenije (1955)
Upravna delitev Ljudske republike Slovenije iz leta 1955.

## Zakonodaja
Republiški zbor Ljudske skupščine Ljudske republike Slovenije je 28. junija 1955 sprejel Zakon o območjih okrajev in občin v Ljudski republiki Sloveniji, ki je bil 30. junija 1955 objavljen v Uradnem listu Ljudske republike Slovenije, št. 24. Slovenija je bila s to reformo razdeljena na 11 okrajev in 130 občin.
Upravna delitev je bila pozneje popravljena z objavami v UL LRS v številkah: 13/56, 25/57, 30/58, 34/58, 44/58, 17/59, 2/60 in 9/60.
Z sprejetjem nove ustave leta 1963 so bili ukinjeni okraji, pri čemer so ostale občine kot najvišje lokalne upravne enote znotraj republike.

## Delitev
1955
- Okraj Celje (13 občin)
- Okraj Gorica (12 občin)
- Okraj Kočevje (7 občin)
- Okraj Koper (9 občin)
- Okraj Kranj (11 občin)
- Okraj Ljubljana (23 občin)
- Okraj Maribor (16 občin)
- Okraj Murska Sobota (10 občin)
- Okraj Novo mesto (11 občin)
- Okraj Ptuj (10 občin)
- Okraj Trbovlje (8 občin)

1960
- Okraj Celje (8 občin)
- Okraj Gorica (8 občin)
- Okraj Koper (7 občin)
- Okraj Kranj (9 občin)
- Okraj Ljubljana (25 občin)
- Okraj Maribor (11 občin)
- Okraj Murska Sobota (6 občin)
- Okraj Novo mesto (9 občin)

1964
- Okraj Celje (11 občin)
- Okraj Koper (10 občin)
- Okraj Ljubljana (26 občin)
- Okraj Maribor (15 občin)